# 耶莱娜·多基奇
耶莱娜·多基奇（羅馬化：Jelena Dokić，發音：[jɛ̌lɛna dokit͡ɕ]，1983年4月12日—），澳大利亞女子網球運動員。最著名的戰績為曾於1999年溫布頓第一輪以懸殊比數擊敗玛蒂娜·辛吉斯。
2000年雪梨奧運在銅牌戰敗給了莫妮卡·塞萊斯。

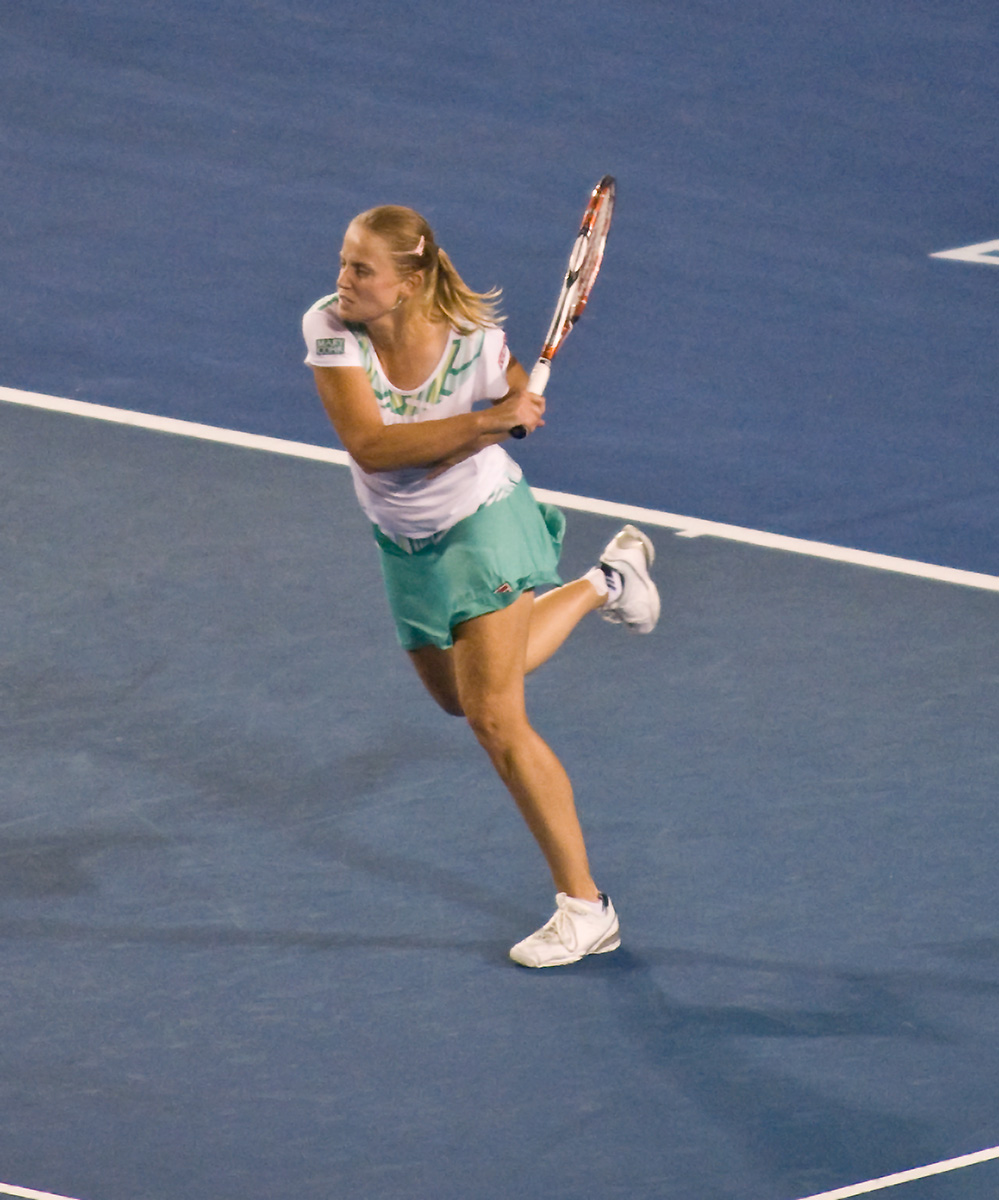
耶莱娜·多基奇

2004年曾高居世界排名第4，拿過6個WTA單打冠軍。
2001年轉國籍塞爾維亞後參加澳網，首輪就碰上2號種子，來自美國的林賽·達文波特。

## 外部連結
- 耶莱娜·多基奇的国际女子网球协会官方資料（英文）
- 耶莱娜·多基奇的國際網球總會 職業／青少年 官方資料（英文）
- Fed Cup - Player profile - Jelena DOKIC (AUS) （页面存档备份，存于）